# Mike Sanders
Michael Anthony Sanders, (nacido el 7 de mayo de 1960 en Vidalia, Luisiana) es un exjugador y entrenador de baloncesto estadounidense. Con 1.98 de estatura, su puesto natural en la cancha era el de alero. Después de retirarse ha ejercido como entrenador asistente en equipos de la NBA y principal en ligas menores de Estados Unidos.